# Alburnus tarichi
Alburnus tarichi — вид коропоподібних риб родини ялецевих (Leuciscidae), ендемік басейну озера Ван.

## Середовище проживання
Це озерний пелагічний вид, який мігрує приблизно на 15 км вгору для нересту по впадаючих річках. Озеро є солоним.

## Використання
Цей вид має велике промислове значення і виловлюється у величезних кількостях під час нерестової міграції.

## Загрози й охорона
Вид скорочується через незаконний промисел під час нерестової міграції. Деградація та втрата середовища проживання також є проблемою для цього виду: видобуток річкового піску та забруднення стічними водами (з побутових та промислових джерел) впливають на нерестові потоки, і очікується, що це зменшить успіх нересту цієї риби.
План сталого управління рибальством був підготовлений у 1996 році і з тих пір застосовувався у кілька етапів.